# 雌阿寒岳
雌阿寒岳（めあかんだけ）は、北海道東部にある阿寒カルデラの南西部にある8つの火山で構成される成層火山群の総称。主峰はポンマチネシリ（標高1,499m）。雄阿寒岳とともに「阿寒岳」として、深田久弥による日本百名山に掲載されている。

## 概要
釧路市と足寄町に跨っているだけではなく、振興局もまたいでそびえている。国土地理院の地理院地図における名称は雌阿寒岳だが、一般に阿寒岳というと、この雌阿寒岳を指すことが多いものの、深田久弥による日本百名山で山行紀が書かれたのは近隣の雄阿寒岳である。古くはアイヌ語で「マチネシリ（女山、の意）」と呼ばれ、雄阿寒岳は「ピンネシリ（男山、の意）」と呼ばれた。
雌阿寒岳はポンマチネシリや阿寒富士など8つの火山で構成される。ポンマチネシリは標高1,499mの雌阿寒岳の主峰で、このポンマチネシリ火口（旧火口と赤沼火口）と北東側の中マチネシリ火口では活発な火山活動が続いている。作家で登山家の深田久弥が訪れた1959年や、最近では1998年に小規模な噴火を起こし、周辺では降灰が観測され、登山の禁止と解除が繰り返されている。2006年3月21日にも小規模噴火が起きた。
頂上には1972年に落雷のため登山中に死亡した小学生を悼む石碑が建っている。

## 地理
阿寒周辺にはこれらの火山から流れ出た溶岩が周辺の川を堰き止めて作った湖が点在していて、マリモで有名な阿寒湖は雄阿寒岳の麓にあるが、多数の遊覧船が湖面を埋め、湖畔の温泉街と共に『観光地化』されている。
雄阿寒岳周辺にはペンケトーとパンケトーという湖もあり、アクセスの悪さから観光開発がされず原始的な雰囲気を残している。雌阿寒岳の麓には静かな原生林に囲まれた雌阿寒温泉（野中温泉）と、かつて秘湖と呼ばれたオンネトーがある。
阿寒周辺は過去に巨大カルデラ噴火があったと考えられ、その結果、阿寒湖が形成されたとも言われているが、まだ詳細は分かっていない。

## 火山活動

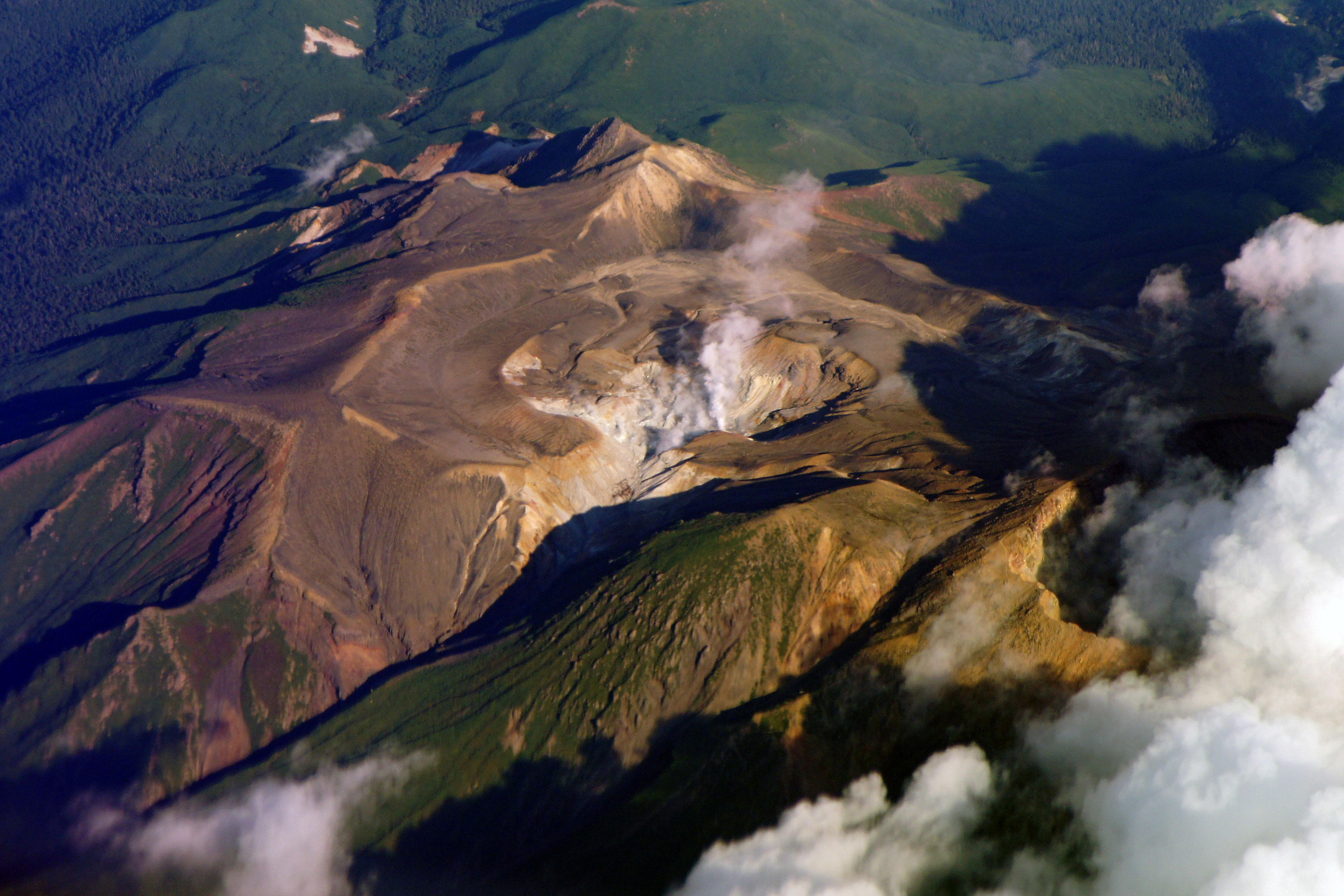
火口

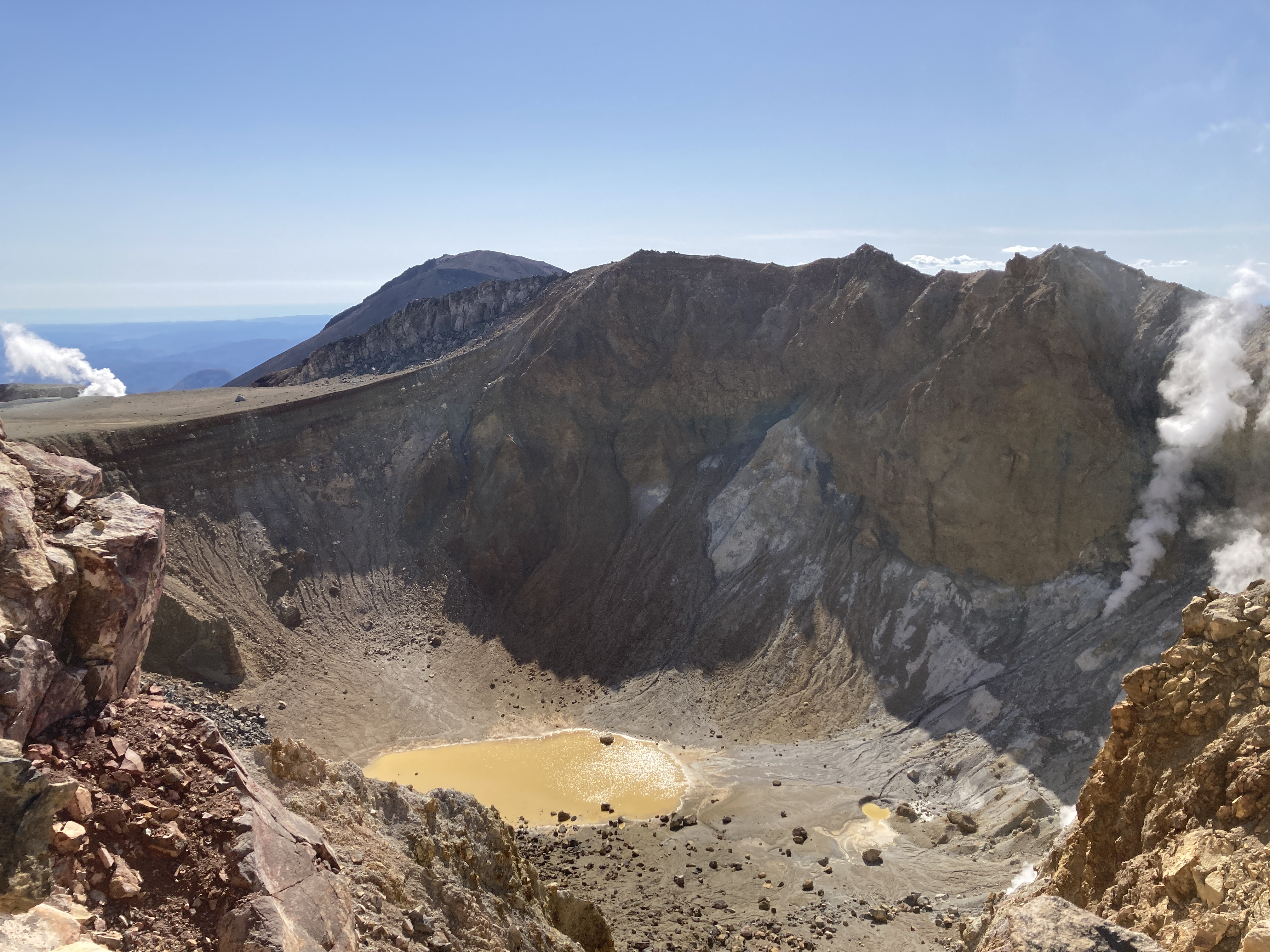
火口底の赤沼

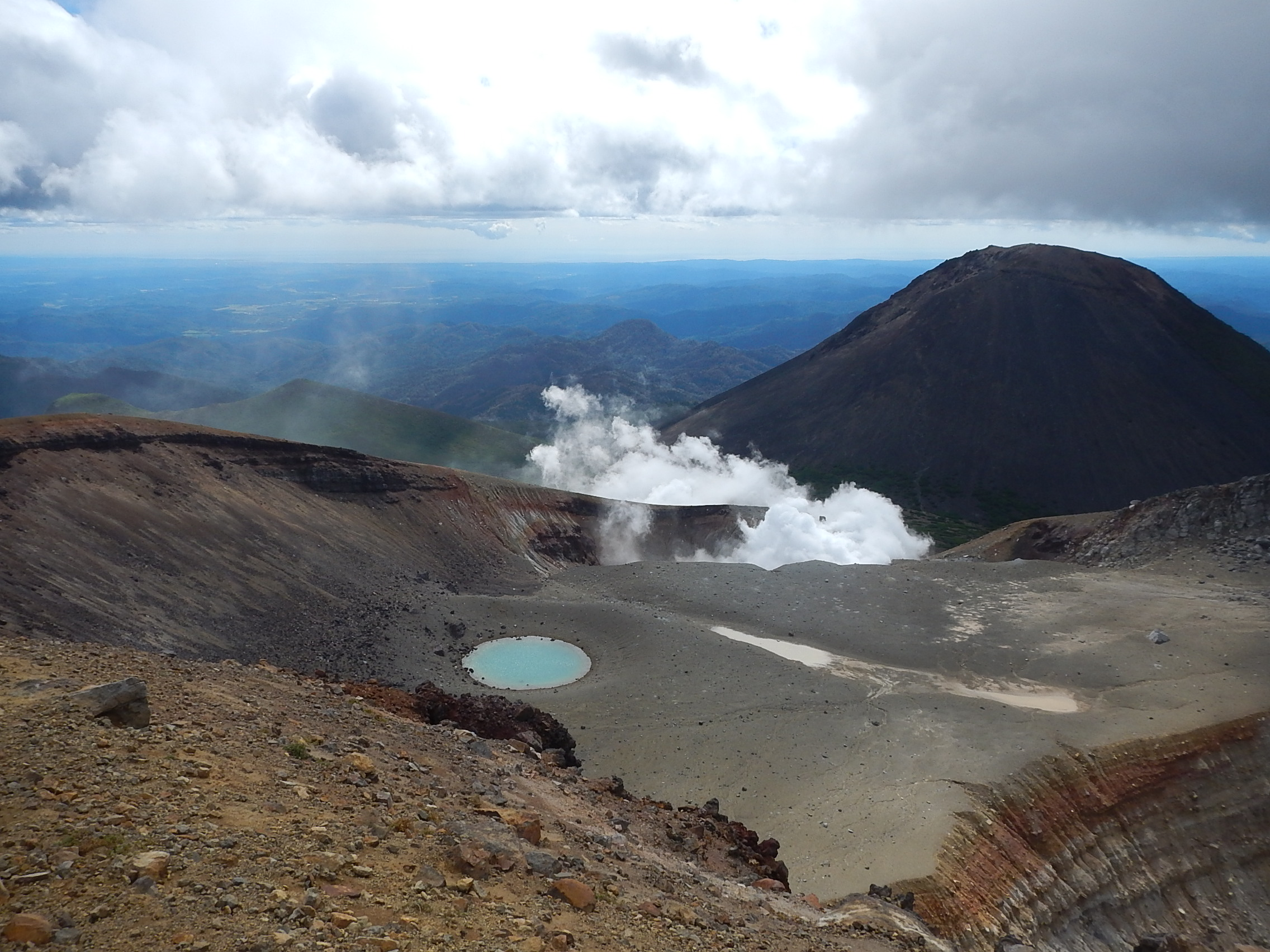
火口底の青沼

主峰のポンマチネシリ火口（旧火口と赤沼火口）及び北東側の中マチネシリ火口では噴気活動がみられる。ポンマチネシリ火口の噴火口の底には雨水のたまった小さな沼が存在する。昔は赤沼、青沼、小赤沼と3つの沼があったが、80年代後半から火山活動の活発化による地熱の上昇によって小赤沼は干上がってしまい、現在見られるのは赤沼と青沼だけである。
気象庁の常時観測火山で火山性微動や噴火に伴う空気の振動等を観測するための地震計や空振計が設置されている。2006年12月16日には噴火警戒レベルが導入された。

### 火山の形成
約13,000年前から火山活動が始まり、以後、3,000～4,000年の間隔で3期にわたって火砕流の流出などが起きた。
西山、北山、ポンマチネシリなどは約3,000～7,000年前の火山活動で主に溶岩によって形成された。また、阿寒富士は約1,000～2,500年前の火山活動により玄武岩溶岩と降下火砕物で形成された。

### 噴火の歴史

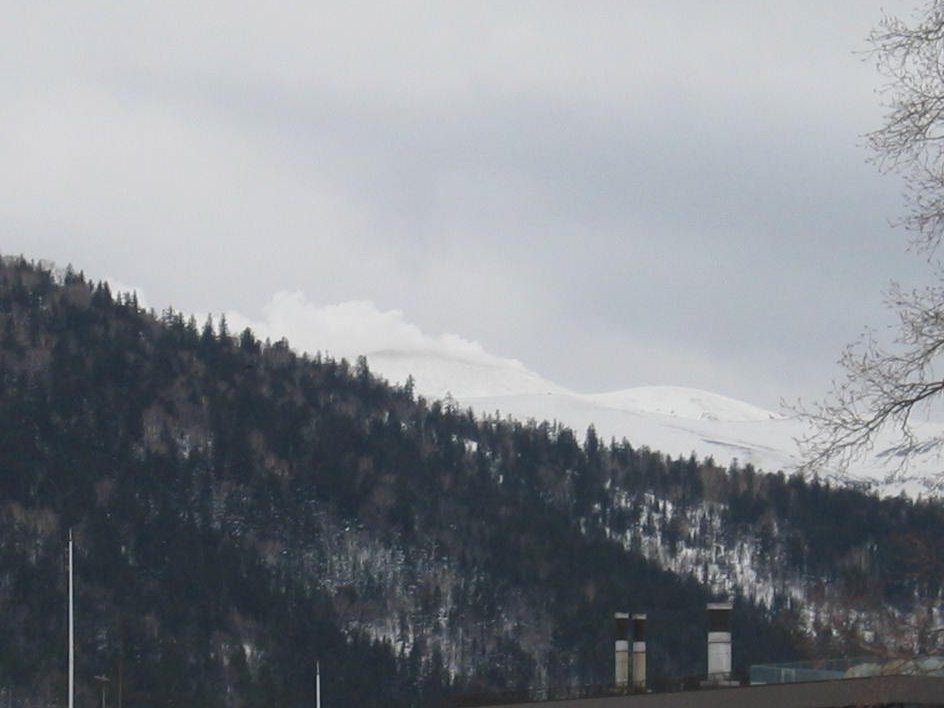
2006年の小規模噴火後の噴気（3月21日）

噴火活動は、主にポンマチネシリ火口及び中マチネシリ火口で行われていて、しばしば噴火が見られるなど活発な活動が知られているが、雌阿寒岳が見える範囲に住民が入植した1900年代初頭以前の活動は知られていない。火山の周辺は無人地帯で集落等は存在せず国道と道道、僅かな宿泊施設が点在するのみであり、かなり大規模な噴火が生じない限り、直接的な被害は生じないものと考えられている。有史以降の噴火は、水蒸気爆発 - マグマ水蒸気爆発による噴火である。
- 1951年 7月から1952年 2月にかけて断続的に鳴動が起きる。
- 1952年 3月 十勝沖地震の直後から数日間鳴動が活発になる[7]。
- 1954年 - 1961年 断続的に小噴火、火山灰が降灰。噴火時の風向きにより北東70kmの網走市、東40kmの弟子屈町へ及ぶ。
- 1964年 - 1966年 断続的に小噴火。
- 1988年1月5日〜6日 小噴火[3]。
- 1988年1月8日 小噴火があり阿寒湖畔でごく少量の降灰[3]。
- 1988年2月7日〜8日 小噴火[3]。
- 1988年2月18日 小噴火があり阿寒湖畔で微量の降灰[3]。
- 1996年11月21日 小噴火[3]。
- 1998年11月9日 小噴火[3]。
- 2006年3月21日 小噴火[3]。
- 2008年11月18日 小噴火[3]。
- 2008年11月28日〜29日 小噴火[3]。

## 植生
山麓は樹林帯で、エゾマツ、アカエゾマツ、ダケカンバなど北海道の原生林によく見られる樹種が多い。標高900m近くまで上がるとハイマツの林となり、眺望も開けてくる。更に標高1,100mを越えると高山植物帯となる。
この山で見られる高山植物のうち、メアカンキンバイとメアカンフスマの2種にこの山の名前が付けられている。最初に発見されたのがこの山で、現在でも多数がこの山で見られるが、この山の固有種ではない。
標高1,200m以上では大部分は火山性の砂礫地で、所々に高山植物が群生している。以前は登山道の近くでも「高山植物の女王」と呼ばれるコマクサが多数生えていたが、登山者の盗掘によってすっかり少なくなってしまった。
中腹のハイマツ帯では秋にはマツタケが生えるが、雌阿寒岳は阿寒摩周国立公園の中にあるため採取は禁止されている。

## 登山
登山道はオンネトー国設野営場からのオンネトーコースや雌阿寒温泉からの雌阿寒温泉コース、阿寒湖温泉西側からの阿寒湖畔コースなどがある。
オンネトーコース
キャンプ場のそばにあるオンネトー登山口からのコースで距離は約4.2km。
雌阿寒温泉コース
野中温泉（雌阿寒温泉）の雌阿寒温泉登山口からのコースで距離は約3.3km。
阿寒湖畔コース
阿寒湖畔の温泉街の外れにあるフレベツ林道を車で登山口まで入る。3つのコースのうち最長のコースで距離は約6.0km。

## アイヌによる伝承
火口から噴煙を上げ、火山活動の影響で草木が生えない雌阿寒岳の姿を見たアイヌ民族は、「山同士の争いに巻き込まれて槍で突かれ、傷口から膿を流している」と解釈し、さまざまな伝説を造り上げてきた。
以下はその例である。
- 雄阿寒岳と雌阿寒岳は夫婦の山だったが、雄阿寒岳は留辺蘂の奥にあるポンヌプリ（小さい山）を妾として囲っていた。それを知った魔の神・ニッネカムイが「山のくせに妾を持つのは生意気だ」と、雄阿寒はおろか罪科の無い雌阿寒まで槍で突き刺した。雌阿寒の火口は、その傷跡だという。
- 大雪山系のオプタテシケ山と雌阿寒岳は夫婦山だった。ところが喧嘩別れして、雌阿寒は実家に帰ってしまった。いつか恨みを晴らしてやろうと機会を窺う雌阿寒は、ある時ついに遠くのオプタテシケ目掛けて槍を投げつけた。それを見た十勝のヌプカウシ山が驚いて止めようとして、片方の耳を削られた。騒ぎを知ったオプタテシケは槍を投げ返して雌阿寒に命中させたので、今でも雌阿寒は傷から膿を流しているのだ。なお、槍を止めようと立ち上がったヌプカウシの居場所に水が溜まったのが然別湖である。

## 雌阿寒岳 ギャラリー

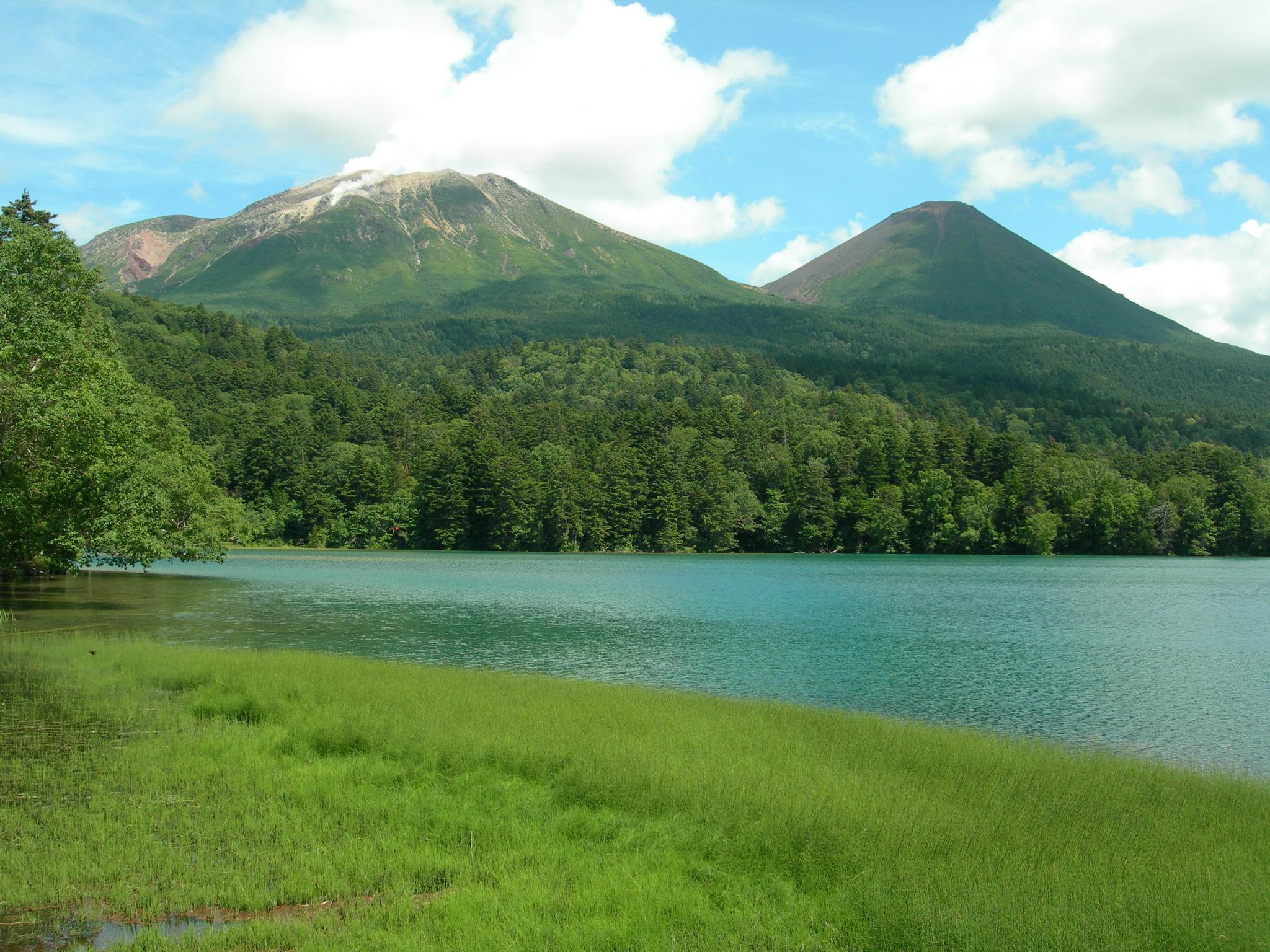
オンネトーから見た雌阿寒岳（左）と阿寒富士(右)
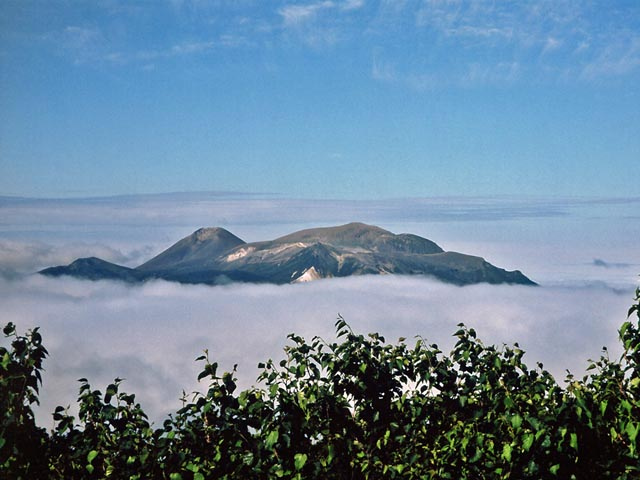
雄阿寒岳五合目より
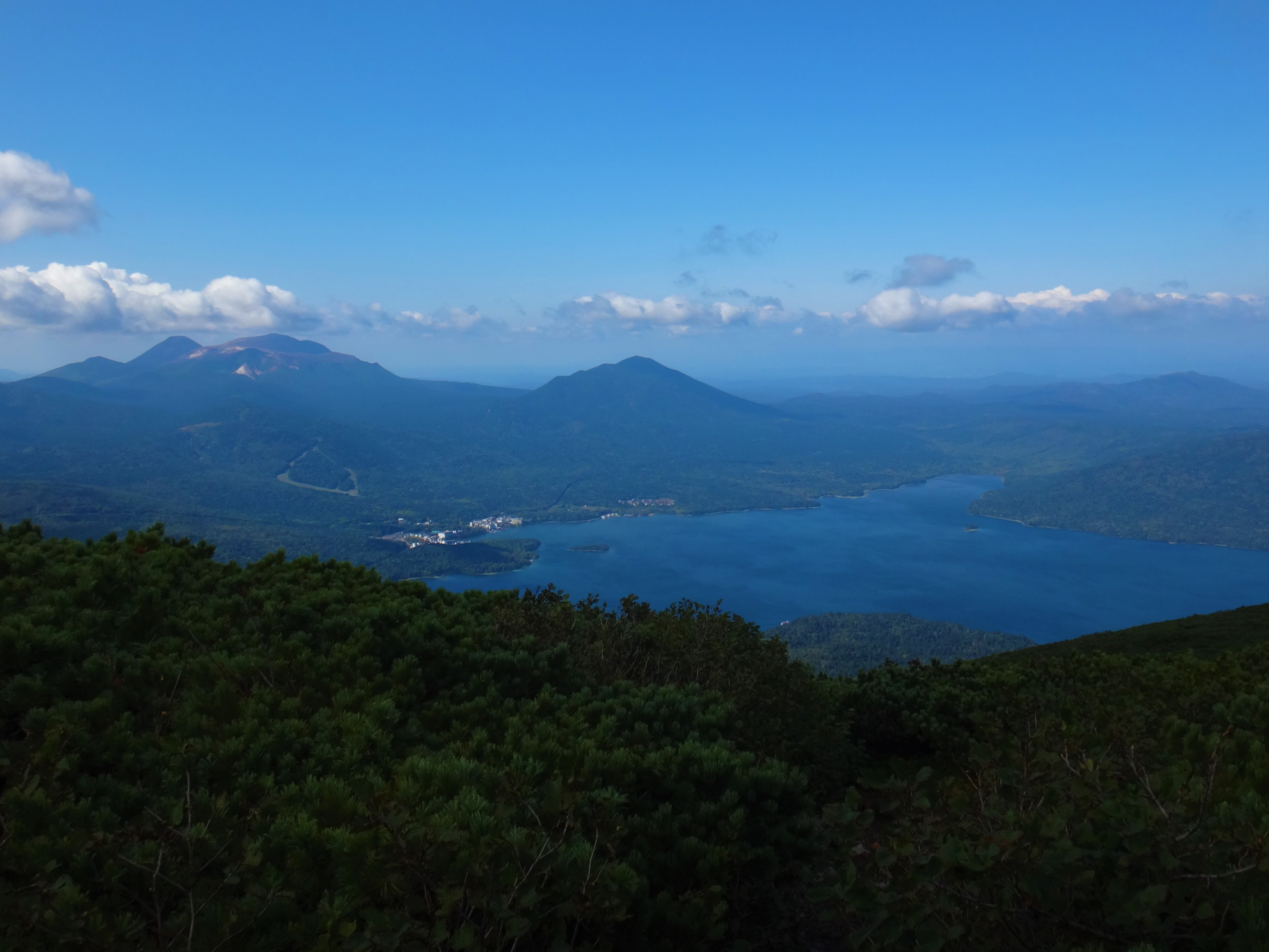
雄阿寒岳から雌阿寒岳と阿寒湖
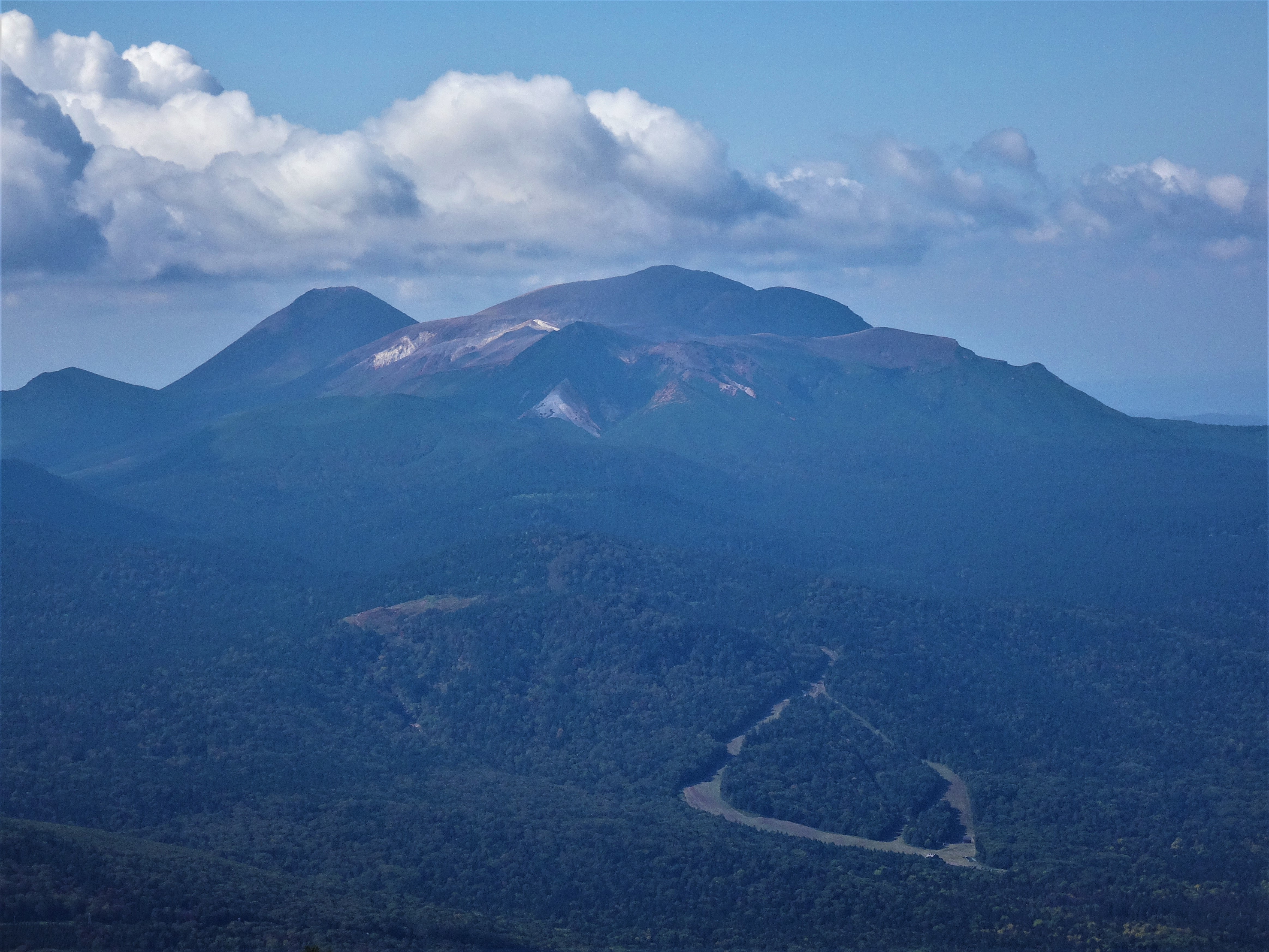
雄阿寒岳からの雌阿寒岳
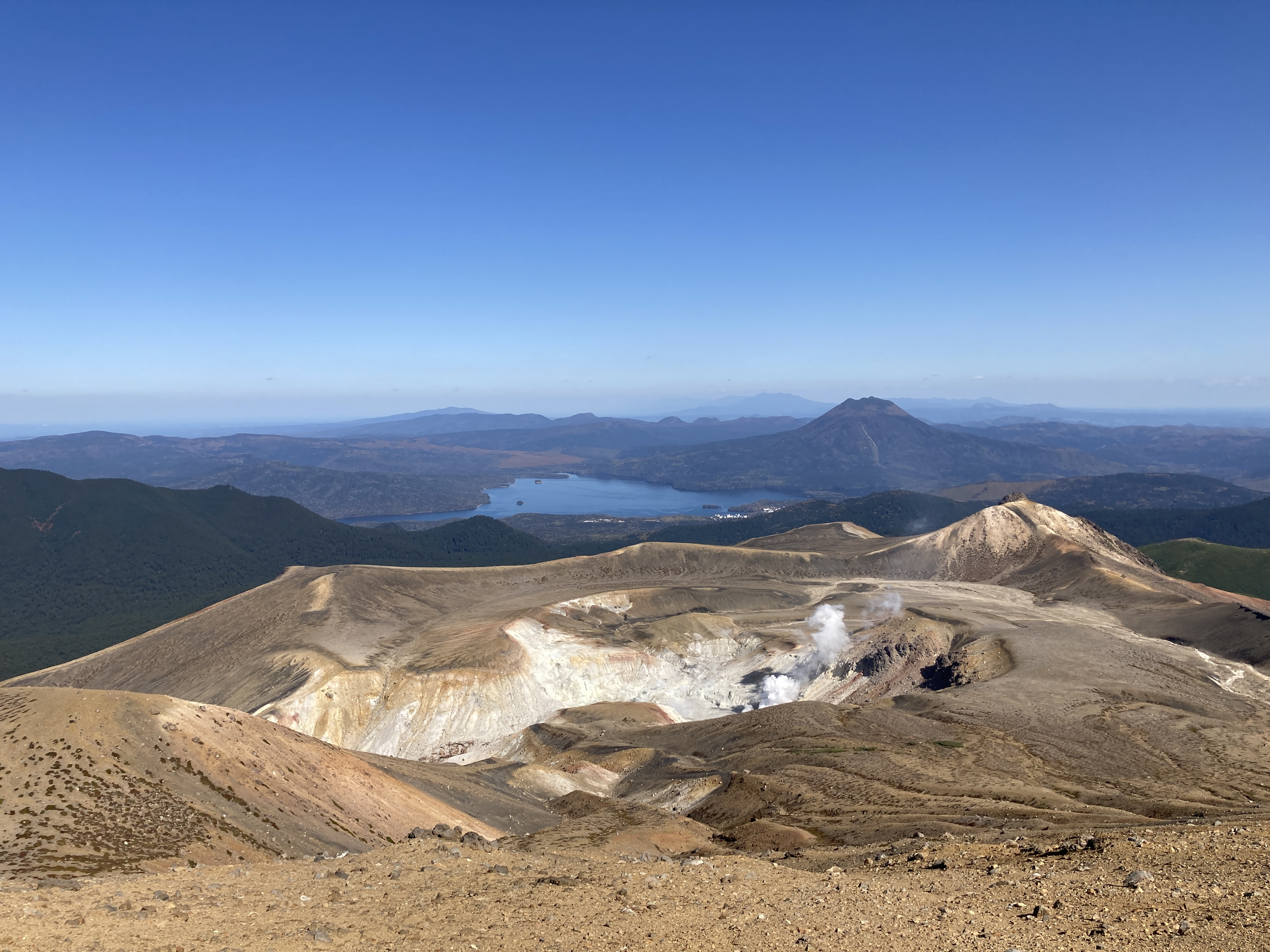
山頂から北西（阿寒湖・雄阿寒岳）を望む